# Afonso Lopes Vieira

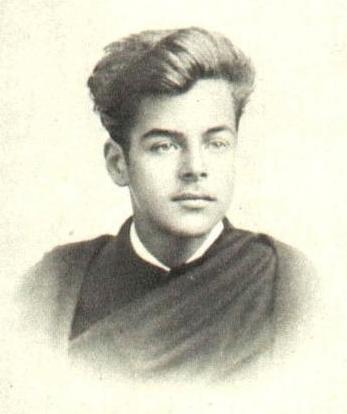
Afonso Lopes Vieira im Alter von 16 Jahren

Afonso Lopes Vieira (* 26. Januar 1878 in Leiria, Portugal; † 25. Januar 1946 in Lissabon, Portugal) war ein portugiesischer Schriftsteller. Lopes Vieira war neben António Sardinha einer der bedeutendsten Repräsentanten des portugiesischen Integralismus und ein konservativer Intellektueller, dem eine konservativ-radikale Revolution vorschwebte. Sein Werk ist für das Verständnis von Portugals Geschichte und Kultur in der ersten Hälfte des zwanzigsten Jahrhunderts von eminenter Bedeutung.

## Leben

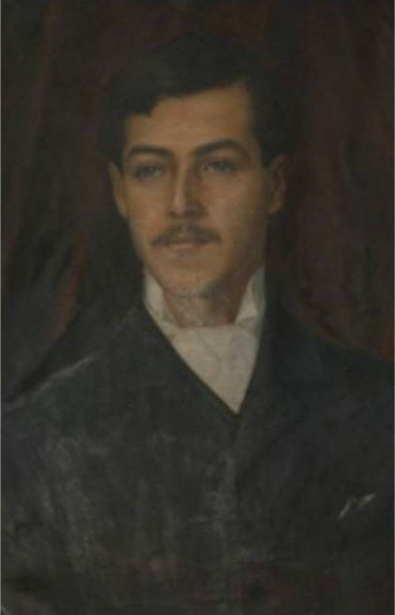
Afonso Lopes Vieira

Obwohl Lopes Vieira in Leiria geboren wurde, verbrachte er die meiste Zeit seines Lebens in der Hauptstadt Lissabon. In Coimbra studierte er zwischen 1894 und 1900 Rechtswissenschaften, arbeitete anschließend bis 1916 als Redakteur der Parlamentszeitung des Nationalen Parlamentes, um anschließend den Rest seines Berufslebens als Anwalt zu beschließen.
Literarisch war er auch für diverse Zeitschriften tätig, so für A Aguia, Naçao Portuguesa und Contemporanea.
Der reisefreudige Autor bereiste Spanien, Italien, Frankreich, Belgien, Nordafrika und Brasilien.
Auch für den Film war er tätig: so schrieb er die Drehbücher für zwei nationalistische Filme, Camões (1946), über das Leben des Nationaldichters und Ines de Castro (1944) über die hoffnungslose Liebe einer Hofdame zum portugiesischen Infanten; Regie hatte er 1928 bei dem Kurzfilm „O afilhado de St. Antonio“ geführt.
Da er sich selbst als „großbürgerlich“ ansehen wollte, hatte er in São Pedro de Muel einen Landsitz gekauft, auf dem er sich aus dem hektischen und lauten Lissabon zurückziehen konnte. 1902 heiratete er. Am 25. Januar 1946 starb der glühende Salazar-Anhänger in Lissabon.

## Lopes Vieira und der portugiesische Integralismus
Neben seinem Landsmann António Sardinha war er einer der wichtigsten Exponenten des Integralismus und Faschismus in der portugiesischen Literatur in der ersten Hälfte des zwanzigsten Jahrhunderts. Der Integralismus zeigte sich vor allem in seinem lyrischen Werk; unzählige Gedichte zeugen von nationalistischem, völkischen, rassischen und faschistischem Gedankengut. Er war Mitinitiator der völkischen Zeitung „Lusitania“, die allerdings nur von 1924 bis 1927 erschien.
Auch war er Mitglied der Gruppe (nicht zu verwechseln mit der Zeitschrift) „Renascença Portuguesa“ und träumte von einer allumfassenden konservativen Revolution, zunächst in Portugal, dann in Europa. Die stilistischen Hauptprägungen seines Werkes waren die Neoromantik, der Saudosismus, der Sebastianismus, des Nationalismus und der Neogarrettismo. Er trat auch für eine Erneuerung des portugiesischen Theaters ein und wollte die Werte des „Nationaldramatikers“ Gil Vicente wiederbeleben. Ein bekannter Satz von ihm, „Reaportuguesar Portugal“ (Reportugalisiert Portugal), machte ihn bis heute zu einem Nestor der konservativen Literatur in Portugal.

## Ehrungen durch den Staat
Die moderne portugiesische Demokratie ehrte den konservativen Autor erstaunlich oft, offiziell, um neokonservativen Kreisen den Wind aus den Segeln zu nehmen, das heißt, um zu verhindern, dass neue, neokonservative Autoren vom rechten Rand auftauchen. Eine Maßnahme, die bisher erfolgreich war. In seiner Heimatstadt ist die Stadtbibliothek nach ihm benannt und es gibt ein großes Denkmal für den Dichter sowie eine weiterführende Schule trägt seinen Namen. Eine Büste steht in Marinha Grande. Straßen wurden nach dem Autor in Lissabon, Porto, Marinha Grande und São Paulo/Brasilien nach ihm benannt.

## Werk (Auswahl)
- Naufragos.Versos Lusitanos (1896), Lyrik.
- Para que? (1897), Lyrik.
- O meu Adeus, (1900), Lyrik.
- Animais. Nossos Amigos (Tiere sind unsere Freunde), Tierschutzbuch, 1911.
- Cançoes de vento e do sol, (Gesänge vom Wind und der Sonne), (1911), Lyrik.
- Arte Portuguesa (Portugiesische Kunst), Sachbuch über Kunst, 1916.
- Ilhas de Bruma (1917), Lyrik.